# Campionato Sammarinese (1993/1994)

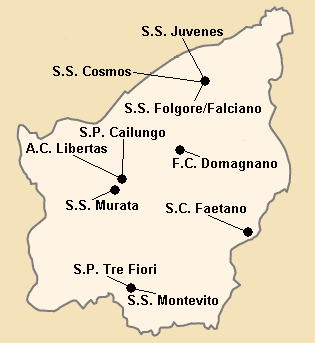
Lokalizacja zespołów na mapie San Marino

W sezonie 1993/1994 rozegrano 9. edycję najwyższej klasy rozgrywkowej piłki nożnej w San Marino – Campionato Sammarinese. W sezonie brało udział 10 zespołów. Tytuł obroniła drużyna SP Tre Fiori. 

## Tabela końcowa
|    | Klub                | M  | Z  | R | P | Br+ | Br- | Pkt | Uwagi            |
| 1  | SP Tre Fiori        | 18 | 11 | 5 | 2 | 44  | 17  | 27  | Turniej finałowy |
| 2  | SC Faetano          | 18 | 9  | 6 | 3 | 19  | 15  | 24  | Turniej finałowy |
| 3  | FC Domagnano        | 18 | 8  | 6 | 4 | 25  | 12  | 22  | Turniej finałowy |
| 4  | SS Murata           | 18 | 7  | 6 | 5 | 23  | 23  | 20  | Turniej finałowy |
| 5  | SS Juvenes          | 18 | 7  | 4 | 7 | 21  | 17  | 18  |                  |
| 6  | AC Libertas         | 18 | 5  | 6 | 7 | 25  | 26  | 16  |                  |
| 7  | SS Cosmos           | 18 | 6  | 4 | 8 | 26  | 42  | 16  |                  |
| 8  | SP Cailungo         | 18 | 4  | 6 | 8 | 20  | 30  | 14  |                  |
| 9  | SS Folgore/Falciano | 18 | 3  | 6 | 9 | 13  | 23  | 12  | Spadek           |
| 10 | SS Montevito        | 18 | 1  | 9 | 8 | 16  | 27  | 11  | Spadek           |

## Turniej finałowy

### Pierwsza runda
- SP La Fiorita 3-3 (karne  5-4) SC Faetano
- FC Domagnano 3-1 SS Murata

### Druga runda
- SC Faetano 3-1 SS Murata
- SP La Fiorita 1-2 FC Domagnano

### Trzecia runda
- SP La Fiorita 2-1 SC Faetano
- FC Domagnano 1-1 (karne 3-5) SP Tre Fiori

### Półfinał
- SP La Fiorita 0-0 (karne 4-2) FC Domagnano

### Finał
- SP Tre Fiori 2-0 SP La Fiorita